# یارمیلا نوتنا
یارمیلا نُوُتنا (چکی: Jarmila Novotná؛ ۲۳ سپتامبر ۱۹۰۷ – ۹ فوریهٔ ۱۹۹۴) خوانندهٔ سوپرانو (اپرا) و هنرپیشهٔ مشهور کولی اهل کشور جمهوری چک بود.
از فیلم‌ها یا برنامه‌های تلویزیونی که وی در آن نقش داشته‌است می‌توان به عروس معاوضه شده، جستجو، و کاراسوی بزرگ اشاره کرد.